# GOV (application)
 (février 2015).
 (avril 2019).
Pour les articles homonymes, voir GOV.
GOV (La Météo de l'opinion) est une application mobile gratuite, disponible sur iOS, Android et Facebook. Elle a été créée en janvier 2014 par Bobby Demri et Pierre-Alexandre Teulié.
L'application permet à tous les citoyens de voter chaque jour pour tous les hommes et femmes politiques du gouvernement et de l'opposition. Les citoyens peuvent également réagir en temps réel aux propositions de la communauté et lancer leurs propres sondages.

## Présentation
À la suite des Printemps arabes, au cours desquels les réseaux sociaux ont joué un rôle décisif dans les soulèvements, Bobby Demri et Pierre-Alexandre Teulié créent l’application GOV. Ils décident d'offrir aux citoyens une plateforme pour exprimer leurs opinions sur les grandes questions de société.
Le concept de GOV est de noter les dirigeants politiques au quotidien « en prenant le pouls de la société en temps réel », en fonction de l'actualité, à l’aide d’un système « bonus-malus ». Il propose aussi aux utilisateurs de lancer des sondages sur des questions de société. La communauté est ensuite amenée à voter "pour" ou "contre" ces débats. L'application veut « permettre à tous ceux qui se sentent exclus de la politique de faire entendre leur voix » sur des sujets qui les concernent, hors de temps électoraux,,. Cet l'objectif, louable, l'application n'est actuellement disponible que pour les smartphones, réduisant d'autant la possibilité de participer, à une frange réduite de la population.
L'interactivité de l'application s'effectue dans trois directions : 
- noter les personnalités politiques qui font l'actualité,
- donner son opinion (choix binaire pour/contre ou oui/non) sur des sondages d'actualité,
- créer un sondage d'actualité[8].

## Historique
En décembre 2013 GOV lance la première Version beta en France.

### GOV et Fred & Farid Group
En juin 2014, entrée au capital de Fred & Farid Group (groupe publicitaire).

### GOV en Tunisie
En octobre 2014, GOV lance une version tunisienne pour les élections présidentielles. En 30 jours, 800.00 opinions sont exprimées sur l'application. Lors de l’élection, l’application est utilisée par plusieurs candidats comme Béji Caïd Essebsi, Abdelkader Labbaoui et Slim Riahi .

### GOV et Clear Channel
À l'occasion de la COP21, GOV en partenariat avec le groupe publicitaire Clear Channel a lancé une opération visant à inciter les français à prendre part au débat sur la COP21. Sur près de 7000 panneaux publicitaires, GOV a diffusé en temps réel dans la rue les attentes des français pour le climat. Pour la première fois en France, les français ont pu donner leur avis sur des panneaux tactiles. Plusieurs personnalités ont participé à l'opération dont Jacques Attali, Pierre Gattaz, Arash Derambarsh...

## Prix et récompenses
Depuis son lancement, l'application a remporté de nombreux prix et récompenses, notamment : 
- Webby Award 2016 [15]
- Shortlist Mobile Cannes Lions 2015[16]
- Shortlist Cyber Cannes Lions 2015[17]
- Innovation Digitale 2015[18]
- Gold Eurobest Mobile[19]
- Silver Eurobest Application[20]
- Bronze Use of a social media London International Awards[21]

## Usage
L’application est disponible sur iOS et Android en France et sur Facebook en Tunisie. Elle est gratuite et sans publicité.

## Les principales critiques
Selon son concepteur, l'application est présentée comme un outil permettant aux exclus de la politique de faire entendre leur voix. Mais l'application GOV restreint drastiquement l'expression politique des participants : 
- Le débat posé par le sondage doit tenir en 140 caractères.
- La participation à un sondage se résume à un choix binaire et réducteur (oui/non), sans nuance possible sans faculté de commenter.
- La dimension sociale est réduite au partage des statistiques proposées par l'application.
- La représentativité des participants est réduite aux mobinautes : public masculin et technophile.
- Interrogation sur la légitimité du panel des hommes/femmes politiques choisis par les concepteurs (Dominique Strauss-Kahn et Christine Lagarde sont présents dans l'application alors qu'absents de la vie politique française)[22].
- Le manque de transparence concernant le modèle économique de l'application (gratuite).